# ناأوكي ماتسوشيتا
ناأُوكي ماتسوشيتا (باليابانية: 松下 直樹) (6 يونيو 1978 في فوكوشيما في اليابان – )؛ هو لاعب كرة قدم ياباني سابق كان يلعب كمهاجم.

## وصلات خارجية
- ناأوكي ماتسوشيتا على موقع رابطة كرة القدم اليابانية للمحترفين (اليابانية)
- ناأوكي ماتسوشيتا على موقع عالم كرة القدم.نت (الإنجليزية)